# Антони Мартинес
Антони Мартинес (на испански: Anthony Martínez) е мексикански сценарист и продуцент. Изградил е кариерата си на сценарист в компания Телевиса.
Сред по-известните му теленовели са Котката (2014) и Полетът към победата (2017).
От 2014 г. до 2017 г. Антони Мартинес работи с продуцентката Натали Лартио, а през 2022 г. – с Кармен Армендарис.

## Творчество

### Като сценарист

#### Адаптации
- Полетът към победата (2017) с Мария Антониета Гутиерес, оригинал от Карлос Ромеро

#### Ко-адаптации
- Мащехата (2022) с Роса Саласар Аренас, Рикардо Техеда и Фермин Сунига, версия и либрето от Габриела Ортигоса
- Път към съдбата (2016), написана от Мария Антониета Гутиерес
- Котката (2014), написана от Мария Антониета Гутиерес

#### Късометражни
- ImaGigantes: Autumn Leaves (2014)
- La Misma Bala (2013)
- ImaGigantes: Las Estrellas (2013)
- ImaGigantes: The Sea (2012)
- El Diario de Renata (2011)
- Tiempos de sangre (2010)

### Като продуцент
Филми
- Criaturas Ajenas (2019)
- Tú puedes Güera (2018)

Сериали
- La princesa que lloraba sangre (2017)

Късометражни
- Sin-ergia (2020)
- Beneath the Same Skin (2015)
- Érase una vez Emilia (2014)
- ImaGigantes: Autumn Leaves (2014)
- La Misma Bala (2013)
- ImaGigantes: Las Estrellas (2013)
- ImaGigantes: The Sea (2012)
- El Diario de Renata (2011)
- Tiempos de sangre (2010)
- Sombra de Luna (2009)